# المغادية (ذمار)
المغاديه هي إحدى قرى الجمهورية اليمنية. تتبع جغرافيا لمحافظة ذمار وإداريًا لمديرية الحداء. يبلغ تعداد سكانها 2395 نسمة حسب الإحصاء الذي أجري عام 2004.